# 联合国安全理事会第425号决议
联合国安理会425号决议是于1978年3月19日在联合国安理会的第2074次会议上通过的。导致第425号决议的事件是5天前以色列对黎巴嫩的侵略，决议呼吁以色列立刻撤军，并向黎巴嫩派驻联合国维和部队。
捷克斯洛伐克和苏联投了弃权票，中国则没有参加投票。